# Borsato-Box
Borsato-Box is een verzamelalbum van vijf cd's waarop Marco Borsato een verzameling van de afgelopen zeventien jaar bij elkaar heeft gezocht. Speciaal aan deze collectie is dat Borsato speciaal voor de fan die deze collectie heeft besteld, de muziekbox gesigneerd heeft. Deze collectie kent dus ook maar één oplage.
Dit verzamelalbum kwam binnen op zeven in de Album Top 100, maar door de beperkte oplage kelderde de Borsato-Box al gauw. Hierdoor is het ook Borsato's minst succesvolle Nederlandstalige album in de hitlijsten tot nu toe.

## Inhoud
Het album bestaat uit vijf cd's met een eigen hoes en een eigen serie tracks. De eerste cd bevat dertien Italiaanse liedjes en beslaat de periode van 1990 tot 1993. De tweede cd bevat liedjes uit de periode van 1994 tot 1997 met liedjes afkomstig van de albums Marco, Als Geen Ander en De Waarheid. De derde cd bevat wederom dertien liedjes maar deze keer uit de periode van 1998 tot 2002 met daarbij liedjes van De bestemming, Luid en duidelijk en Onderweg.
De vierde cd is een bijzondere, want deze heeft unieke opnames uit de periode van 1990 tot nu. Denk bijvoorbeeld aan de Duitse versie van Dromen zijn bedrog, een aantal livetracks uit Ahoy 1997, een aantal live nummers van Symphonica uit 2005 en als extra bonustrack staat ook Cara Lucia er op, zijn tribute aan Clouseau. De vijfde en laatste cd bevat alle liedjes van Zien.